# Around the World in a Day
Around the World in a Day è il terzo album da studio del gruppo statunitense Prince and The Revolution, pubblicato nel 1985 dalla Warner Bros. Records. È il settimo album della carriera di Prince. Il disco non fu assolutamente pubblicizzato, si trovò semplicemente in vendita nei negozi e fu come una specie di sorpresa per i fan.
Around the World in a Day non fu neanche trasmesso per radio, ma, nonostante tutto, raggiunse il primo posto nella Billboard 200, vinse due dischi di platino e fu un'importante evoluzione nella musicalità di Prince, con nuovi strumenti e nuove sonorità.

## Descrizione
Discostandosi parzialmente dal suono commerciale del precedente disco, il multi premiato Purple Rain (1984), l'album vede Prince sperimentare con il genere psichedelico ed arrangiamenti maggiormente complessi.
Around the World in a Day venne accolto da recensioni miste, sebbene le vendite furono considerevoli a dispetto della poca promozione, diventando disco di platino e raggiungendo la vetta della classifica Billboard 200. Dall'album furono estratti quattro singoli, due dei quali raggiunsero la top 10: Raspberry Beret e Pop Life.
Sin dalla sua uscita, a causa dei rimandi alla psichedelia che pervade gran parte dei pezzi sull'album, furono moltissimi i critici che citarono come fonte di ispirazione di Prince il celebre Sgt. Pepper's Lonely Hearts Club Band dei Beatles. Tuttavia, Prince in una intervista così si espresse circa la copertina dell'album, il sound psichedelico, e l'accostamento a Sgt. Pepper:
«L'influenza non furono i Beatles. Sono stati dei grandi per quello che hanno fatto ai loro tempi, ma non so se funzionerebbe oggi. L'idea della copertina mi venne perché pensai che la gente fosse stufa di vedere la mia faccia. Non mi importa che definiscano l'album psichedelico, perché quello fu l'unico periodo nella storia recente dove arrivarono canzoni e colori. I Led Zeppelin, per esempio, ti facevano sentire differente in ogni canzone».

## Tracce
Lato A
1. Around the World in a Day – 3:28 (Prince, John L. Nelson, David Coleman)
2. Paisley Park – 4:42 (Prince [4])
3. Condition of the Heart – 6:48 (Prince)
4. Raspberry Beret – 3:33 (Prince [5])
5. Tamborine – 2:47 (Prince)

Lato B
1. America – 3:42 (Prince [6])
2. Pop Life – 3:43 (Prince [7])
3. The Ladder – 5:29 (Prince, John L. Nelson[8])
4. Temptation – 8:18 (Prince)

## Formazione[9]
- Prince – Voce solista e strumenti vari
- David Coleman – Violoncello, oud, sonagli, darabouka e cori in Around the World in a Day, violoncello in Raspberry Beret e The Ladder
- Jonathan Melvoin – Tamburello e cori in Around the World in a Day, Pop Life
- Wendy Melvoin – Cori in Around the World in a Day, Paisley Park, Raspberry Beret, chitarre e cori in America, Pop Life, The Ladder
- Lisa Coleman – Cori in Around the World in a Day, Paisley Park, Raspberry Beret, tastiere e cori in America, Pop Life, The Ladder
- Susannah Melvoin – Cori in Around the World in a Day, Raspberry Beret e The Ladder
- Novi Novog – Violino in Paisley Park e Raspberry Beret
- Bobby Z. – Batteria e percussioni in America, Pop Life, The Ladder
- Brown Mark – Basso e cori in America, Pop Life, The Ladder
- Dr. Fink – Tastiere in America, Pop Life, The Ladder
- Brad Marsh – Tamburello in America
- Sheila E. – Batteria in Pop Life
- Eddie M. – Sassofono in The Ladder e Temptation
- Suzie Katayama – Violoncello in Raspberry Beret e The Ladder
- Sid Page – Violino in The Ladder
- Marcy Dicterow-Vaj – Violino in The Ladder (come "Vaj")
- Denyse Buffum – Viola in The Ladder
- Laury Woods – viola on The Ladder
- Tim Barr – Contrabbasso in The Ladder
- Annette Atkinson – Contrabbasso in The Ladder
- Taja Sevelle – Cori in The Ladder (come "Taj")

## Classifiche

### Classifiche settimanali
| Classifica (1985) | Posizione massima |
| ----------------- | ----------------- |
| Australia         | 12                |
| Austria           | 7                 |
| Canada            | 13                |
| Germania          | 10                |
| Italia            | 10                |
| Norvegia          | 10                |
| Nuova Zelanda     | 16                |
| Paesi Bassi       | 1                 |
| Regno Unito       | 5                 |
| Stati Uniti       | 1                 |
| Stati Uniti (R&B) | 4                 |
| Svezia            | 1                 |
| Svizzera          | 8                 |

### Classifiche di fine anno
| Classifica (1985) | Posizione |
| ----------------- | --------- |
| Canada            | 65        |
| Germania          | 50        |
| Italia            | 59        |
| Nuova Zelanda     | 40        |
| Paesi Bassi       | 42        |
| Stati Uniti       | 26        |